# Haupai Puha
Haupai Puha (Gisborne, 12 februari 1985) is een Nieuw-Zeelandse darter die uitkomt voor de PDC.

## Carrière
Puha kwalificeerde zich in 2018 voor twee World Series of Darts-evenementen in Australië en Nieuw-Zeeland als de nummer 2 gerangschikte speler in de DPNZ-ranglijst. Hij verloor in de eerste ronde van beide evenementen van Kyle Anderson in Auckland en van Rob Cross in Melbourne. Samen met Cody Harris maakte hij zijn eerste grote PDC-optreden op de World Cup of Darts 2019 in Hamburg. Ze versloegen Litouwen en Zuid-Afrika om de kwartfinales te bereiken en verloren uiteindelijk van Japan.
Puha kwalificeerde zich in 2019 ook voor alle drie de World Series-evenementen in Australië en Nieuw-Zeeland. Hij verloor van Raymond van Barneveld in de eerste ronde van zowel de Brisbane Darts Masters als de Melbourne Darts Masters, evenals van Gary Anderson in de eerste ronde van de New Zealand Darts Masters.
Puha heeft zich de afgelopen jaren gekwalificeerd voor zowel de PDC- als de WDF-wereldkampioenschappen en verloor in beide zijn eerste wedstrijd.
Puha schrijft zijn ervaring met golf toe bij het maken van de overstap naar darts.
Op de Q-School in 2024 bemachtigde de darter als eerste Nieuw-Zeelander ooit een tourkaart en daarmee toegang tot het professionele circuit. Hij eindigde bovenaan de EU Q-School Order of Merit.

## Resultaten op wereldkampioenschappen

### PDC
- 2021: Laatste 96 (verloren van Mickey Mansell met 0-3)
- 2024: Laatste 96 (verloren van Martin Lukeman met 1-3)

### WDF

#### World Championship
- 2022: Laatste 48 (verloren van Ben Hazel met 1-2)

#### World Cup
- 2023: Kwartfinale (verloren van Carles Arola met 3-5)